# Bunker « Krysia »

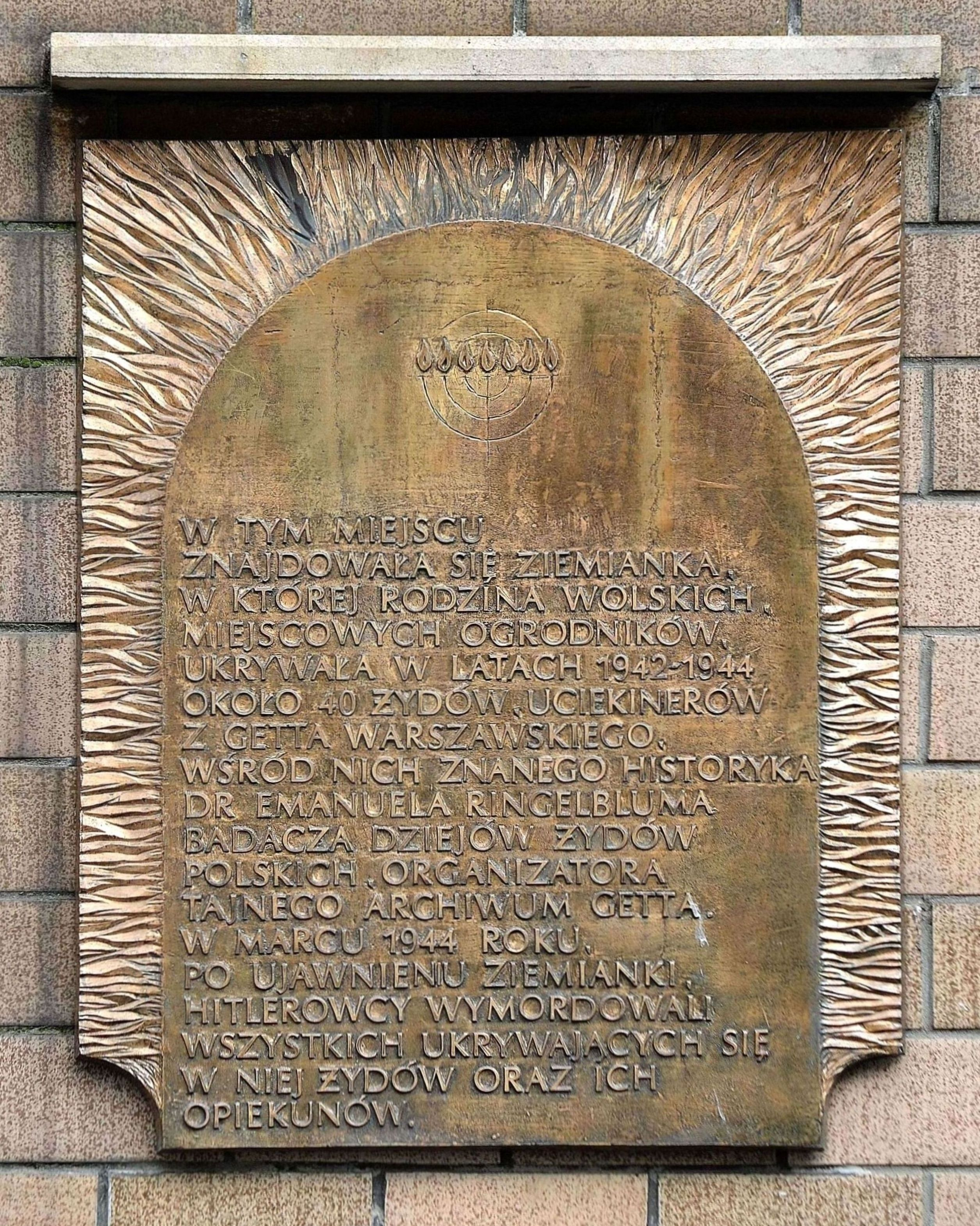
Plaque commémorative du bunker Krysia sur le no 77 de la rue Grójecka.

Le Bunker « Krysia » fut un abri souterrain  situé auprès de la Rue Grójecka à Varsovie, où se cachent plusieurs dizaines de Juifs pendant l'Occupation de la Pologne pendant la Seconde Guerre mondiale.
« Krysia » est la plus grande et plus durable cachette juive « du côté aryen » de la Varsovie occupée. S'y cacha notamment l'historien Emanuel Ringelblum ainsi que sa femme et son fils. En mars 1944, lorsque l'abri est découvert par les Allemands et la « police bleue », ses occupants ainsi que les gardiens polonais (en) les aidants sont assassinés.

## Genèse
Le bunker « Krysia » est construit à la périphérie du quartier varsovien d'Ochota sur la propriété située au numéro 81 de la rue Grójecka, qui appartient au jardinier polonais Mieczysław Wolski. Le jardin des Wolski a une superficie de plus d'un hectare et occupe une zone délimitée par les rues suivantes : Grójecka–Wolnej et Wszechnicy-Opaczewska (actuellement Banacha). Sur la propriété il y a une serre et une maison à deux étages où Mieczysław Wolski vit avec sa mère Małgorzata, ses sœurs Halina et Wanda ainsi que son neveu Janusz Wysocki.
En 1942, Halina Wolska, avec le consentement de sa mère, héberge une jeune couturière juive nommée Wiśka,. Celle-ci se cache chez les Wolski où elle est traitée comme un membre de la famille. C'est sans doute cette aide désintéressée apportée à une pauvre jeune fille juive ainsi que les liens de Mieczysław avec le Parti socialiste polonais, qui décident les militants de l'Entraide sociale juive à proposer aux Wolski d'aménager une cachette souterraine sur leur propriété,.
Après être resté avec les Wolski pendant près d'un mois, Wiśka retourne dans le ghetto avant de revenir quelques jours plus tard. Une semaine plus tard, elle retourne une seconde fois dans le ghetto, cette fois-ci en compagnie de Mieczysław Wolski. Après deux jours, ils retournent tous les deux à Grójecka avec un plan prêt visant à construire une cachette et exfiltrer des fugitifs. Comme creuser et aménager un abri est au-delà des capacités des Wolski, plusieurs jeunes Juifs sont employés à la construction, secrètement transférés du «côté aryen» de Varsovie à cette fin. De plus, une partie de l'équipement de la planque est préparée dans le ghetto. En attendant la construction de l'abri, le premier groupe de Juifs est caché par les Wolski dans leur cave. Le nom humoristique de « Krysia », dérivé du mot kryjówka (« cachette » en polonais), fut attribué à l'abri par ses gardiens et ses habitants.

## Gardiens et locataires
Durant les années 1942-1944, dix familles juives (environ 40 personnes) se cachent dans le bunker « Krysia ». La plupart d'entre elles étaient aisées ou issues de l'intelligentsia. Les couples mariés d'âge jeune ou moyen sont majoritaires parmi les habitants de « Krysia », bien qu'il y ait également des personnes âgées, des adolescents et des enfants en bas âge. Dans l'abri se cachent, entre autres, l'avocat Tadeusz Klinger, le boulanger Gitter, le restaurateur Rawicz ainsi que le docteur Cendrowicz. L'habitant le plus célèbre de « Krysia », est l'historien Emanuel Ringelblum, qui s'y cache avec sa femme Judyta et leur fils de 14 ans Uri. Pendant cette clandestinité, Ringelblum écrit plusieurs ouvrages sur le sort des Juifs en Pologne occupée, dont un célèbre essai sur les relations polono-juives pendant la Seconde Guerre mondiale.
Comme le souligne l'historien Jan Grabowski, le bunker « Krysia » est la plus grande opération de sauvetage de ce type dans la Varsovie occupée : « Ce type de bunker à Varsovie en 1944 est un évènement totalement inédit. On ne retrouve aucune autre cachette qui dure aussi longtemps. »
Adolf Berman, un représentant du Comité national juif, maintient le contact avec Ringelblum et d'autres membres du groupe. Les frais d'entretien du refuge et de ses locataires sont en partie couverts par le Conseil clandestin d'aide aux juifs (Żegota), et en partie par les fonds déposés par les juifs cachés chez la famille Wolski. Chaque réfugié emménageant dans « Krysia » doit verser une contribution de 10 000 Młynarki et être prêt à payer des frais réguliers pour couvrir les coûts de la nourriture et d'autres éventuelles dépenses. Néanmoins, les témoins soulignent l'honnêteté et la fiabilité des Wolski. Pour éviter les soupçons que pouvait éveiller l'achat de grandes quantités de nourriture, ils ouvrent même une petite épicerie.
Toute la famille Wolski s'est occupée du refuge et de ses habitants. Le « cerveau » de l'opération de sauvetage est Mieczysław Wolski, dont l'âge, selon les sources, est de 32 ou 37 ans,. Wolski est responsable de l'approvisionnement et de la sécurisation de l'abri et reste en contact avec la résistance polonaise et juive. Dans son essai sur les relations polono-juives pendant la Seconde Guerre mondiale, le Dr Ringelblum  consacre de nombreuses paroles chaleureuses à Wolski (dans ses notes, le jardinier apparaît sous le pseudonyme « Władysław M. »). Il le décrit comme « un homme imaginatif et agréable », aimant le risque. Ringelblum souligne que Wolski est « corps et âme dévoué à son amante la plus chère, Mme Krysia. » À son tour, Orna Jagur rappelle que Wolski visite souvent le bunker, apportant à ses habitants des nouvelles du monde extérieur tout en essayant de leur remonter le moral.
Le neveu de Wolski, l'adolescent Janusz Wysocki (qui dans les notes de Ringelblum apparait sous le pseudonyme « M. Mariusz ») fait office de guet autour de la planque : en cas de danger, il siffle les premières notes d'une chanson populaire, puis, une fois le danger écarté, l'annonçe de la même manière. Dans la cachette, une telle alarme de synonyme de kryć się (« mettez vous à couvert »), plus tard remplacé par le mot « Krysia » en raison de la similitude de prononciation. Wysocki également sort les déchets de la cachette, généralement avec l'aide d'un des locataires de « Krysia », un garçon juif nommé Szymek.
Wanda Wolska s'occupe du stock de nourriture et d'autres produits et  aide Janusz à jetter les ordures et déchets. Elle s'occupe également de la correspondance et de l'achat de marchandises. Małgorzata Wolska, l'aînée de la famille, 65 ans, essaie de garder le moral des évadés et de leur donner de bons conseils. Elle fait des efforts pour entrer en contact avec leurs proches disparus ou cachés ailleurs. Les autres sœurs de Wolski, Leokadia Borowiakowa, Eugenia Warnocka et Maria « Maryna » Czekajewska, sont également impliquées dans l'aide aux Juifs cachés. Leokadia dirige l'épicerie mentionnée ci-dessus et Eugenia aide Halina à faire les courses. À son tour, Maria, une infirmière diplômée, fournit, en cas de besoin, l'assistance médicale nécessaire aux Juifs cachés,.
Les habitants de « Krysia » créent un comité entre eux, chargé de répartir les tâches de garde de l'entrée et de nettoyage. Le chef informel de la petite communauté est un certain « Borowski » (son nom réel est inconnu), qui est principalement chargé de tenir les comptes et de collecter les commandes de provisions.

## Conditions dans le refuge
La cachette souterraine est située dans un coin isolé du jardin des Wolski, sous la serre et une cabane à outils de jardinage. Du côté de la rue Grójecka, elle est protégée par un mur qui sépare en même temps la propriété Wolski de la petite propriété voisine du no 79. L'un des murs de l'abri est basé sur les fondations de la dépendance située au no 77 de la rue Grójecka, où se trouve une usine de cosmétiques fermée appartenant à la société française « Piver ».
« Krysia » a la forme d'un rectangle d'environ 7 mètres sur 5 et d'une superficie d'environ 28 m2. Des rangées de couchettes sont placées le long des deux murs, pouvant accueillir 34 personnes (les quatre autres réfugiés dorment sur des lits de camp pliants). Entre les couchettes, il y a une bande de tables en bois reliés et de longs bancs,. L'éclairage est assuré par des lampes à carbure. Derrière la cloison à l'extrémité gauche de l'abri se trouve une petite cuisine. La fumée est évacuée par un tuyau à travers un trou percé dans le plafond. Orna Jagur mentionne que l'embouchure du tuyau est dissimulée dans une touffe de végétation dense, tandis que d'autres sources disent que le poêle est relié à une cheminée fermée du bâtiment « Piver » voisin,. Un seau recouvert caché par un rideau servait de toilettes. Un robinet avec l'eau courante fut même installé dans l'abri.
Comparée à d'autres cachettes juives à Varsovie, les conditions de vie dans « Krysia » peuvent être considérées comme confortables. Néanmoins, la vie dans un abri souterrain est associée à un certain nombre de nuisances. L'atmosphère y est étouffante et il y fait constamment chaud. L'abri souffre d'une invasion permanente punaises de lit. Pendant la journée, les locataires doivent garder un silence absolu pour ne pas attirer l'attention des ouvriers travaillant dans le jardin. L'ouverture de la trappe et l'entrée d'air frais ne sont possibles que durant la nuit. Ce n'est qu'alors que les habitants du refuge peuvent préparer un repas chaud ou parler librement. Dans cette existence monotone, des petites fêtes sont occasionnellement organisées, notamment à l'occasion de « l'anniversaire de Krysia » ou de Noël.
Rester en confinement constant, en danger permanent, et en compagnie du même petit groupe de personnes inévitablement engendre des problèmes psychologiques et des discordes mutuelles. Orna Jagur rappelle que la mauvaise ambiance est souvent causée par la nature conflictuelle et le comportement autoritaire de « Borowski ». Pendant son séjour au refuge, une jeune fille de 13 ans nommée Basia s'est suicidée. Son corps est secrètement enterré dans le jardin,.
La cachette est menacée d'exposition à plusieurs reprises. Une fois, un agent de la Gestapo vient chez les Wolski, leur demande s'ils cachaient des Juifs. Mieczysław réussit alors à apaiser ses soupçons. À une autre occasion, l'un des ouvriers polonais travaillant dans le jardin commence à creuser de l'argile à l'endroit où se trouve la tombe de Basia. Cependant, la situation la plus dangereuse se produit lorsqu'un des Juifs oublie de refermer le trou d'aération dans le mur de la serre. Le lendemain, une poule entre dans la serre par ce trou, suivie d'une ouvrière polonaise. La femme entend des voix humaines venant du sous-sol et commence à répandre le mot que la serre des Wolskiest hantée par des fantômes. Sous un prétexte, Wolski invite un officier de la « police bleue » polonaise à la serre, permettant d'éteindre temporairement les rumeurs.

## Démantèlement

### Déroulement des événements
Le 7 mars 1944, le jardin des Wolski est envahi par les Allemands, accompagnés de « policiers bleus », dont des agents du 23e commissariat. D'après le récit de Małgorzata Wolska, cité par Orna Jagur dans ses mémoires, il ressort que les autorités trouvent l'abri sans aucune difficulté, probablement grâce à un informateur. Ils y découvrent 38 Juifs. Tirant en l'air et menaçant de libérer des gaz toxiques dans le bunker, ils exhortent les habitants à sortir immédiatement. Tous les Juifs s'y résignent sauf l'avocat Tadeusz Klinger, qui préfére se suicider en ingérant du cyanure. Sévèrement battu, Wolski parvient cependant à convaincre les Allemands que sa mère et ses sœurs ne sont pas au courant de la cachette dans le jardin. Cependant, il n'est pas en mesure sauver son neveu, qui se trouve à ce moment-là dans l'abri en compagnie des Juifs. Une fois le bunker évacué les Allemands y jetent des grenades pour le condamner définitivement.
Deux officiers de la police criminelle polonaise qui participent à ce démantèlement, dans un témoignage d'après-guerre décrivent l'évènement : selon eux les femmes de la famille Wolski sont absentes ce jour-là. Le témoignage d'un de ces policiers rapporte également que Janusz Wysocki (décrit comme « le fils du jardinier ») n'est pas sorti de la cachette, mais au contraire, est forcé d'entrer dans l'abri et de convaincre les Juifs que toute résistance est futile. Les Juifs capturés, y compris le Dr Ringelblum avec sa femme et son fils, sont emmenés avec Mieczysław Wolski et Janusz Wysocki à la prison de Pawiak. Dans le rapport envoyé plus tard par la cellule souterraine de Pawiak, il y a des informations selon lesquelles le groupe venant du refuge de la rue Grójecka comprenait 16 hommes et 24 femmes. Selon le récit de Wanda Wolska, le même soir, les Allemands ont brièvement amené Mieczysław fortement battu dans la rue Grójecka. C'est la dernière fois qu'elle voit son frère. Probablement trois jours plus tard, les locataires et gardiens de « Krysia » sont fusillés dans les ruines du ghetto de Varsovie.
Halina Wolska-Michalecka est également arrêtée, mais ensuite libérée peu de temps après. Les biens meubles appartenant aux Wolski et aux Juifs sont saisis. Les rapports préparés par les officiers de la « police bleue » coopérant avec l'État polonais clandestin rapportent, entre autres, la saisie de fourrures, bijoux et quatre kilogrammes d'or. Certains vêtements, jugés sans valeur par les Allemands, sont pillés par les habitants des maisons voisines. Pendant les trois jours suivants, la propriété est gardée par la « police bleue ». Les membres survivants de la famille Wolski rencontrent la méfiance et l'ostracisme de leurs voisins,. Parmi les locataires de « Krysia », seuls Orna Jagur (Irena Grodzińska) et son mari Józef survivent, ayant quitté le bunker quelques mois avant sa découverte.

### Responsables de la découverte
Selon les découvertes de Jan Grabowski, la découverte de « Krysia » fait partie d'une opération à grande échelle visant les cachettes juives du « côté aryen » de Varsovie, qui est menée par les services de sécurité allemands dans les premiers mois de 1944. Le rôle clé dans cette opération doit être joué par une section spécialisée au sein de la police criminelle polonaise (Polnische Kriminalpolizei) subordonnée à l'occupant, dont la tâche est de traquer les Juifs cachés. L'opération de la rue Grójecka est personnellement supervisée par le chef de cette section, le SS-Untersturmführer et commissaire criminel Werner Balhause, accompagné de plusieurs de ses subordonnés. De nombreux indices montrent que la découverte de la cachette est considérée comme un grand succès par les autorités policières allemandes. Le même jour, une demande est faite pour des récompenses en espèces à quinze officiers de la Kripo.
La question de la personne directement responsable de la dénonciation de « Krysia » n'est toujours pas clairement identifiée. Il semble cependant que cela ne résulte pas d'une filature de l'État clandestin polonais.
Le 30 mars 1944, le « Bulletin d'information » publie des informations sur l'exécution de trois condamnations à mort prononcées par le Tribunal civil spécial. L'une des personnes exécutées est Jan Łakiński, condamné pour « avoir coopéré avec l'occupant dans la persécution et la traque des citoyens polonais d'origine juive. » C'est cet homme qui est désigné dans de nombreuses publications comme l'auteur de la dénonciation qui conduit à la découverte de « Krysia »,,,. Łakiński (né en 1926) est le fils d'un sénateur d'avant-guerre, une personne déplacée de Wielkopolska, et aussi un informateur bien connu à Ochota. Il est abattu dans la rue Pługa par les membres du groupe de liquidation KWP dirigé par Stanisław Sękowski,. Certaines sources disent que Łakiński est liquidé peu de temps après le démantèlement de « Krysia »,,,. Les actes du registre des décès de la paroisse de St. Jacques l'Apôtre indiquent cependant clairement que l'informateur est tué le 25 février, soit onze jours avant la découverte de la cachette,. Selon Dariusz Libionka, cette information le retire automatiquement de la liste des suspects. En même temps, Libionka souligne que jusqu'à présent aucune référence n'est trouvée dans la presse clandestine, des documents ou de la correspondance liant Łakiński à la découverte de « Krysia ». Il remet en question les conclusions de Jan Grabowski selon lesquelles Łakiński est l'un des collaborateurs secrets de la section de Balhause, soulignant qu'en raison de l'illisibilité du manuscrit, l'historien polono-canadien l'a confondu avec une autre personne, un certain Kazimierz Lubarski.
Trois sources indépendantes, accompagnées par l'historien américain Samuel D. Kassow, ont affirmé que la cachette est donnée aux Allemands par l'ex-petite amie de Mieczysław Wolski, se vengeant ainsi de leur rupture. Dans le même temps, Kassow souligné que les récits de la trahison de l'ami de Wolski et la dénonciation faite par Łakiński ne doivent pas s'exclure mutuellement. Selon lui, la jeune fille a pu signaler la cachette à un informateur connu, qui est Łakiński, et ce dernier a pu transmettre cette information aux Allemands ou aux « policiers bleus ». Selon Jan Grabowski, il est possible que la découverte de « Krysia » soit liée à l'arrestation d'un des collaborateurs de « Żegota », Jan Jaworski, cinq jours plus tôt. Les agents de la Kripo trouvent de nombreux documents sur lui, dont un carnet avec une liste de noms. Dariusz Libionka souligne que les rapports de l'État polonais clandestin sur la criminalité de droit commun et les activités de la « police bleue », établis sur la base de rapports d'informateurs opérant dans les rangs de la police, suggèrent clairement que la raison de la découverte de « Krysia » est un rapport d'agent. Dans le rapport de l'un des informateurs, il y a des informations selon lesquelles l'auteur de la dénonciation est un officier anonyme de la « police bleue », dont l'attention est attirée sur les gros achats de nourriture effectués par les Wolski.

## Mémoire
Le 27 avril 1990, sur le mur de l'immeuble situé au no 77 de la rue Grójecka, construit après la guerre près de l'endroit où se trouvait le jardin Wolski, une plaque commémorant les locataires de « Krysia » et leurs tuteurs polonais est solennellement dévoilée. La plaque est en bronze et conçue par Marek Moderau.
Le 4 juin 1989, cinq membres de la famille Wolski - Mieczysław Wolski, Małgorzata Wolska, Halina Wolska-Michalecka, Wanda Wolska-Szandurska et Janusz Wysocki reçoivent la médaille de Juste parmi les Nations. Le sort des habitants et des gardiens de la planque est présenté dans le documentaire intitulé Krysia (écrit et réalisé par Wiktor Skrzynecki, produit en 1990). Le bunker « Krysia », y compris la scène de sa découverte en mars 1944, est montré dans le documentaire romancé Qui écrira notre histoire ? à partir de 2018 (réal. Robert Grossman), consacrée à l'histoire du groupe Oneg Shabbat.
Le 9 septembre 2021, à l'initiative de l'Association locale Ochocianie, le Conseil municipal de Varsovie a donné le nom de la place de la famille Wolski à la verdure du lotissement, qui existe actuellement à l'endroit où se trouvaient leur maison et leur jardin pendant la guerre,.